# Flaga obwodu magadańskiego
Flaga obwodu magadańskiego zatwierdzona 28 grudnia 2001 to prostokątny szkarłatny materiał w proporcjach (szerokość do długości) - 2:3 z herbem obwodu magadańskiego w lewym górnym rogu. W dole materiału wzdłuż całej szerokości są umieszczone trzy niebieskie (błękitne, lazurowe) pasy w kształcie falującej wody, rozdzielone dwoma białymi (srebrnymi) pasami. Szerokość dolnej wstawki to 1/4 wysokości materiału. 